# Huset Stuart
Huset Stuart (av lågskotska för Steward, som är en alternativ stavning) var ett skotskt kungahus och klan vars förste regent var Robert II Stuart som hade Skottlands tron 1371–1390. Huset Stuart regerade både Skottland och England innan länderna formellt ingick union, från 1603 till 1707, med uppehåll 1653–1659.
Den adliga släkten Stuart, som finns i stora delar av världen, även Sverige, tillhör grenen Stuart av Ochiltree, som i sin tur är ättlingar till Robert II av Skottland.
I likhet med andra högättade skottar räknar Huset Stuart sina anor från Fergus Mòr på ett möderne. Deras äldste kände stamfader på fädernet är Flaald I, en normand som levde på 1000-talet.

## Nutid
Det kungliga huset av Stuart utslocknade 1807 med kardinal Henry Benedict Stuart, broder till Charles Edward Stuart. Hertig Francis av Bayern är den nuvarande äldre arvingen. Charles II hade emellertid ett antal oäkta söner vars överlevande ättlingar i den manliga linjen inkluderar Charles Gordon-Lennox, 11:e hertigen av Richmond; Henry FitzRoy, 12:e hertig av Grafton; Murray Beauclerk, 14:e hertigen av St Albans; och Richard Scott, 10:e hertigen av Buccleuch. Dessutom grundade James II:s oäkta son, James FitzJames, första hertigen av Berwick, House of FitzJames bestående av två grenar, en i Frankrike och en i Spanien. Den sista av den franska grenen utgick 1967; den äldre arvtagaren till James II:s manliga ättlingar är Jacobo Hernando Fitz-James Stuart, 20:e hertigen av Peñaranda de Duero.

## Överhuvuden för Huset Stuart

### Dapiferer av Dol
- Flaald I (död 1080)
- Alan I
- Alan II (död 1095)
- Flaald II (död 1101–1102)
- Alan III (död 1121)

### High Stewards av Skottland
- Walter the Steward, 1:e High Steward av Skottland (död 1177)
- Alan Stewart, 2:e High Steward av Skottland (död 1204)
- Walter Stewart, 3:e High Steward av Skottland (död 1246)
- Alexander Stewart, 4:e High Steward av Skottland (död 1283)
- James Stewart, 5:e High Steward av Skottland (död 1309)
- Walter Stewart, 6:e High Steward av Skottland (död 1326)
- Robert Stewart, 7:e High Steward av Skottland (blev kung Robert II av Skottland)

### Skottlands regenter
- Robert II Stuart, 1371–1390
- Robert III, 1390–1406
- Jakob I, 1406–1437
- Jakob II, 1437–1460
- Jakob III, 1460–1488
- Jakob IV, 1488–1513
- Jakob V, 1513–1542
- Maria Stuart, 1542–1567 (död 1587)
- Jakob VI, 1567–1603

### Regenter över Skottland, England och Irland
- Jakob VI, 1603–1625
- Karl I, 1625–1649

- Karl II, 1660–1685
- Jakob VII, 1685–1688
- Vilhelm II (av Oranien), 1689–1702
- Maria II, 1689–1694
- Anna Stuart, 1702–1707

### Brittiska monarker
- Anna Stuart, 1707–1714